# Belmonte (Conca)

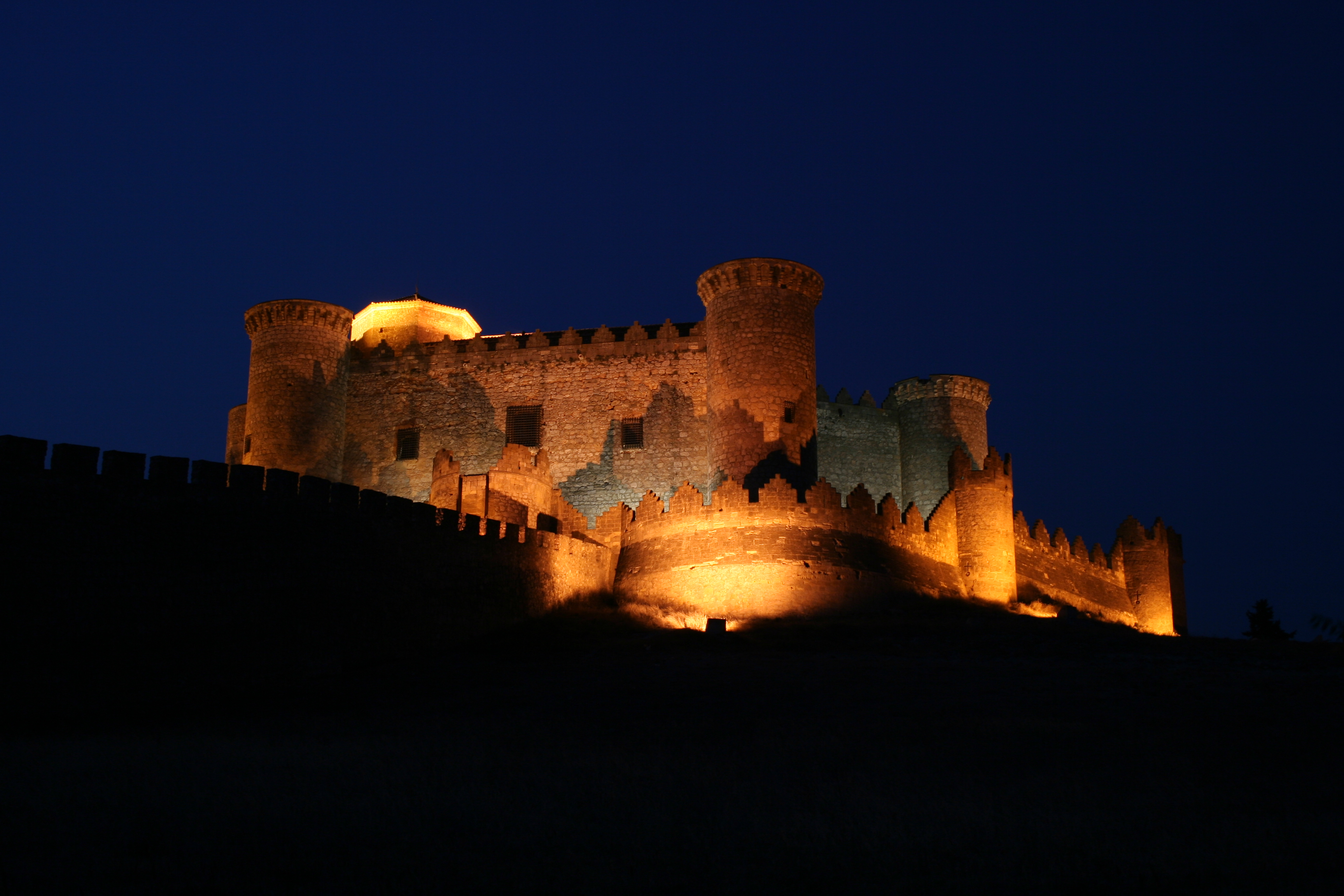
Vista nocturna del castell

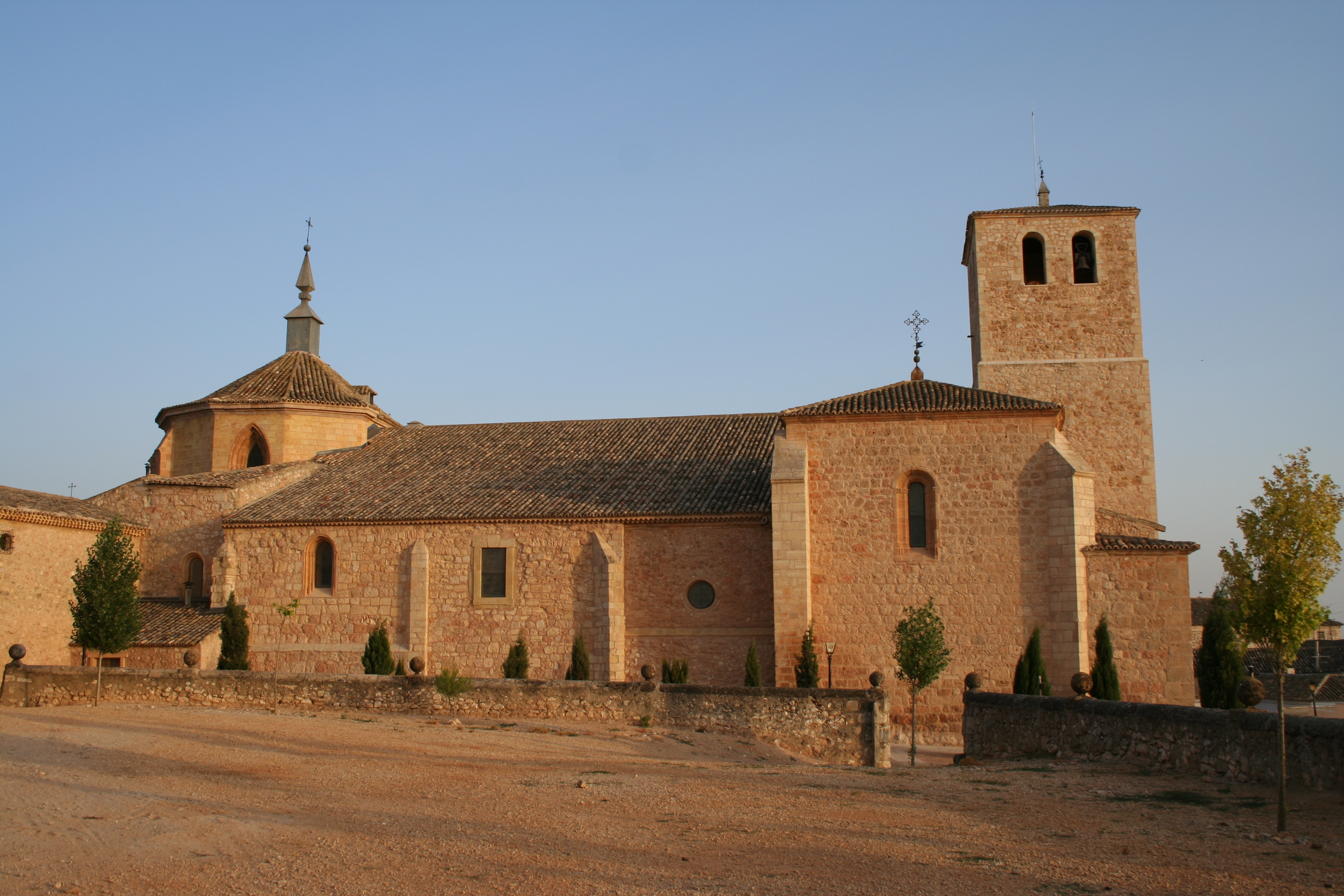
La col·legiata

Belmonte és un municipi situat a la província de Conca, comunitat autònoma de Castella la Manxa. En el cens de 2007 tenia 2.257 habitants, repartits per un territori de 93 km². Dista 103 km de Conca.

## Història
En aquest poble hi ha un castell fet construir per Joan Manuel de Castella el 1456 i que fou possessió de la família dels marquesos de Villena. El poble fou escenari d'una escena de la pel·lícula El Cid, concretament la del torneig, que es va enregistrar a l'antic camp de futbol.
Abans de ser una vila independent, Belmonte va formar part del Marquesat de Villena, junt amb el castell de Garcimuñoz i Alarcón. L'infant Juan Manuel, és qui va construir el 1323 la seva mansió senyorial, coneguda avui dia, i en estat semiruinós "Alcázar Viejo", Palau de l'Infant Don Juan Manuel. L'Infant Don Juan Manuel, va passar llargues temporades, per la seva afició a la cacera i la pesca, en terres de Castella, on havia en abundància. La tradició diu que en els seus castells residencials d'Alarcón, Castillo de Garcimuñoz i en aquest "Alcázar Viejo" va escriure capítols de la seva immortat obra El conde Lucanor.
El marquesat de Villena, fou el de major riquesa de Castella. Les seves possessions arribaven fins a Alacant, passant per Belmonte, San Clemente, Uclés, Alarcón, Utiel, Requena, Villena, etc.

## Llocs d'interès
- Castell d'estil gòtic-mudèjar del segle xv
- Església Col·legiata de Sant Bartolomeu, gòtic del segle XV
- Convent dels Jesuïtes
- Plaça del Pilar
- Ermita de Ntra. Sra. de Gràcia
- Edifici de la Cambra Agrària
- Convent dels Trinitaris
- Muralles. Construïdes al llarg del segle xv.Hi ha cinc portes, tres de les quals avui dia encara s'utilitzen

## Personatges il·lustres i efemèrides
- El poeta, escriptor i teòleg Fray Luis de León (1527-1591) hi nasqué
- El sant Juan del Castillo (1595-1628) hi nasqué
- Eugènia de Montijo (1826-1920), emperadriu consort de França, va adquirir i restaurar el castell